# Hypotrix ferricola
Hypotrix ferricola là một loài bướm đêm thuộc họ Noctuidae. Nó được tìm thấy ở tây nam Arizona, tây nam New Mexico và miền bắc México.
Most records are from ponderosa pine forests.
Con trưởng thành bay từ đầu tháng 4 đến đầu tháng 8 possibly representing several generations.